# Pleurothallis tubata
Pleurothallis tubata es una especie de orquídea de la tribu Epidendreae que pertenece a la familia Orchidaceae.

## Descripción
Es una orquídea de pequeño tamaño, que prefiere el clima fresco, cespitosa, con un tamaño de hasta 20 cm de alto; tallos secundarios 6–8 cm de largo, rígidos, revestidos con vainas escariosas. Hojas elíptico-obovadas, 10 cm de largo y 1.4 cm de ancho, retusas en el ápice y con un apículo en el seno, ahusadas hacia el pecíolo en la base, coriáceas. Inflorescencia racemosa de 12–15 cm de largo, con ca 20 flores, la bráctea floral 4 mm de largo, las flores verde-blanquecinas con los lobos de los sépalos anaranjados; sépalos formando un tubo de 8 mm de largo y 3 mm de diámetro, más ancho en la base que en el ápice, los lobos triangulares, 5 mm de largo, agudos, patentes, apiculados, dorsalmente carinados; pétalos 2 mm de largo y 1 mm de ancho, dorsalmente carinados; labelo 2.5 mm de largo y 1.5 mm de ancho, 3-nervio, 3-lobado, el lobo medio con bordes erosos; columna 3 mm de largo, pie conspicuo, 3-dentada en el ápice; ovario 10 mm de largo.

## Distribución y hábitat
Se distribuyen desde México a Guatemala, El Salvador y Nicaragua en los robles en los bosques húmedos o secos en elevaciones de 1.800 hasta 3.500 metros.

## Taxonomía
Pleurothallis tubata fue descrita por John Lindley y publicado en Nomenclator Botanicus. Editio secunda 2: 356. 1841.
Etimología
Pleurothallis: nombre genérico que deriva de la palabra griega  'pleurothallos', que significa "ramas parecidas a costillas". Esto se refiere a la similitud de las costillas de los tallos de muchas de sus especies.
tubata: epíteto latino que significa "con forma de tubo, de trompeta".
Sinonimia
- Stelis tubata Lodd.(1830).
- Physosiphon loddigesii Lindl.
- Physosiphon tubatus (Lodd.) Rchb.f. in W.G.Walpers (1861).
- Specklinia tubata (Lodd.) Luer (2005).[2][3][4]